# Кнудсен, Ольга
Ольга Кнудсен (дат. Olga Knudsen); 29 июня 1865, Følle, Центральная Ютландия — 26 сентября 1947, Вайле) — датский политик и активистка борьбы за права женщин, представлявшая Венстре или Либеральную партию Дании. В 1918 году она была среди первых пяти женщин, наряду с Ниной Банг, Мари Кристенсен, Мари Хьельмер и Ингер Готье Шмит, избранных в Ландстинг.

## Биография
Ольга Кнудсен родилась 29 июня 1865 года в Фёлле, муниципалитет Сиддюрс, на востоке Ютландии. Она была дочерью Йенса Эльсберта Кнудсена (1826—1901), который управлял бакалейным делом, и Юлии Вильхельмины Рёнберг (1828—1888). В отличие от двух своих братьев, которые учились в университете, она помогала по дому, особенно после смерти матери в 1888 году. Её брат Ивар получил известность благодаря своей разработке дизельного двигателя, в то время когда Мортен, другой брат, был военным врачом. Благодаря Торе, жене Мортена, Ольга Кнудсен заинтересовалась женским движением.
Позже Ольга переехала в Вайле вместе с отцом, но только после его смерти стала учиться рисованию в технической школе. С 1902 по 1930 год она преподавала географию и рисование в женской школе в Вайле. Тем не менее её реальный интерес касался защиты прав женщин. В 1905 году Кнудсен основала Женскую ассоциацию Вайле (дат. Vejle Kvindeforening), одну из первых женский ассоциаций в датской провинции. В 1907 году она сотрудничала с Эльной Мунк, которая основала Национальную ассоциацию за избирательное право женщин (дат. Landsforbundet for Kvinders Valgret, LKV), став одним из её ведущих членов. В 1909 году, когда женщины смогли участвовать в муниципальных выборах, Кнудсен удалось избраться в Вайле, став членом городского совета, где она работала до 1921 года. Она также возглавляла Ассоциацию Венстре в Вайле с 1918 по 1929 год, что было необычно для женщины.
В 1918 году Кнудсен стала одной из первых пяти женщин, избранных в Ландстинг, и первой из них выступила в парламенте. Она оставалась представителем Венстре до 1928 года, когда её место занял кандидат-мужчина. Приоритетными темами её деятельности в Ландстинге была социальная политика, здравоохранение и муниципальные проблемы. будучи на пенсии, Кнудсен жила в Вайле, где возложила на себя ряд обязанностей, в том числе управление детским домом.
Ольга Кнудсен умерла в Вайле 26 сентября 1947 года.